# Monk in France
Monk in France é um álbum de jazz do pianista Thelonius Monk, lançado em 1961.

## Faixas
1. Well You Needn't (Thelonious Monk) – 11:31
2. Off Minor (Monk) – 11:42
3. Just A Gigolo (Irving Caesar, Leonello Casucci, Julius Brammer) – 1:43
4. I Mean You (Monk, Coleman Hawkins) – 11:02
5. Hackensack (Monk) – 9:46
6. I'm Getting Sentimental Over You (Ned Washington, George Bassman) – 8:30
7. Body and Soul (Edward Heyman, Robert Sour, Frank Eyton, Johnny Green) – 2:48
8. Crepuscule with Nellie (Monk) - 2:39

## Intérpretes
- Thelonious Monk - Piano
- John Ore - Baixo
- Charlie Rouse - Saxofone tenor
- Frankie Dunlop - Bateria